# Jose Solano
José Solano (Inglewood, 22 febbraio 1971) è un attore statunitense.
È conosciuto per aver interpretato il ruolo di Manny Gutierrez nella serie televisiva Baywatch.

## Filmografia parziale

### Cinema
- 4:44 Ultimo giorno sulla Terra (4:44 Last Day on Earth), regia di Abel Ferrara (2011)

### Televisione
- Baywatch – serie TV, 47 episodi (1996-1999)
- Caroline in the City – serie TV, 2 episodi (1998)
- Resurrection Blvd. – serie TV, 3 episodi (2000)
- JAG - Avvocati in divisa (JAG) – serie TV, un episodio (2002)

### Doppiatori italiani
- Fabio Boccanera in Baywatch
- Fabrizio Vidale in Resurrection Blvd.